# Alessandro di Costantinopoli
Alessandro (Calabria, 237 circa – Costantinopoli, 340 circa) è stato un arcivescovo romano, che fu vescovo di Bisanzio e primo arcivescovo di Costantinopoli (la città fu ribattezzata durante il suo episcopato).
Gli studiosi considerano leggendarie la maggior parte delle informazioni disponibili su Alessandro.

## Origine e prima infanzia
Le informazioni del sinassario menzionano che Alessandro era originario della Calabria in Italia e che i suoi genitori greci si chiamavano Giorgio e Vryaine. Fin da giovane fu donato a Dio e rimase in un monastero, dove avrebbe coltivato la virtù e sarebbe divenuto un buon esecutore dei comandamenti di Dio. Gli sarebbero state concesse visioni divine durante venti giorni in cui sarebbe rimasto completamente a digiuno. Sarebbe rimasto anche nudo per quattro anni e sarebbe incappato in migliaia di problemi a causa degli attacchi dei Saraceni. In questo modo, avrebbe vissuto molti anni viaggiando per la Grecia con i suoi allievi Vitalio e Niceforo. 
Alessandro fu eletto vicario per assistere l'anziano vescovo Metrofane di Bisanzio. Di conseguenza, sia Alessandro che Metrofane sono riportati come il primo vescovo di Costantinopoli (entrambi sono talvolta elencati come il primo "patriarca" di Costantinopoli, sebbene la sede episcopale non fosse ancora stata elevata a quel rango). Alessandro è stato vescovo per circa 23 anni, fino alla sua morte a 73 anni, nel 337. Al momento della morte di Metrofane, lasciò istruzioni nel suo testamento di eleggere il suo vicario al trono di Costantinopoli. 
Durante il suo episcopato, Alessandro si impegnò in discussioni con filosofi pagani e si oppose alle eresie. È stato molto elogiato da Gregorio Nazianzeno ed Epifanio di Cipro. Teodoreto lo definì un vescovo "apostolico".

## Controversia ariana
Quando iniziò la controversia ariana, Alessandro, il Patriarca di Alessandria, chiese la sua collaborazione per combattere ciò che percepiva essere un'eresia. Secondo la maggior parte delle fonti, Alessandro di Costantinopoli era presente al Primo Concilio di Nicea come vice di Metrofane, anche se alcune fonti affermano che Metrofane (che all'epoca avrebbe avuto 117 anni) abbia partecipato personalmente al sinodo. Durante il concilio, Ario e i suoi insegnamenti furono condannati. 
Più tardi, Ario desiderava essere ricevuto di nuovo in comunione con la Chiesa. L'imperatore romano Costantino I, dopo essere stato convinto dagli Eusebiani, ordinò ad Alessandro di ricevere formalmente Ario. Secondo Socrate Scolastico, Ario non si pentì di fatto della sua eresia, ma stava equivocando, e il vescovo Alessandro ne era consapevole. Alessandro, sebbene minacciato dagli eusebiani con la deposizione e l'esilio, persistette nel suo rifiuto di ammettere Ario nella Chiesa e si rinchiuse nella chiesa di Santa Irene (che all'epoca era la cattedrale di Costantinopoli) in fervida preghiera perché Dio lo prendesse da questo mondo piuttosto che essere costretto a riportare in comunione qualcuno che temeva fingesse solo pentimento. Ario morì mentre si recava in chiesa, prima che potesse essere ricevuto in comunione.

## Morte
Alessandro non sopravvisse a lungo ad Ario. Sul suo letto di morte si diceva che avesse nominato il suo vicario, Paolo, come suo successore, e che avesse messo in guardia il suo clero contro Macedonio, che divenne vescovo di Costantinopoli nel 342 e i cui insegnamenti ispirarono il macedonismo.

## Culto
Dopo la sua morte, Alessandro venne considerato un santo dalla Chiesa. Il servizio in suo onore fu stampato a Venezia nel 1771. Secondo alcuni antichi manoscritti, la festa di Sant'Alessandro è stata commemorata il 2 giugno. Oggi, la sua festa viene celebrata ogni anno il 30 agosto, in una commemorazione comune con i suoi compagni Patriarchi di Costantinopoli Giovanni il digiunatore (582-595, anche commemorato il 2 settembre) e Paolo il Nuovo (780-784).